# アイバニーズ TS-808
アイバニーズ TS-808（VINTAGE）とはアイバニーズ社が販売するオーバードライブ系のエフェクターの一種である。

## 名称の由来
TS(tube screamer)とは、真空管アンプをフルアップにして演奏した際に得られる軽い歪みを比喩的に表現したもの。

## 概要
他のディストーション系ペダルにくらべて、原音からの音質劣化がすくなく、中域にその特徴がある。これをミッドハンプ("mid-hump")と呼ぶ。チューブスクリーマーには多くのヴァリエーションが存在し、コレクターの標的になるのは主にTS808とTS9である。
TS808、TS9ともに再生産版が存在する。
スコット・ヘンダーソンら幾人かの著名ミュージシャンはチューブスクリーマーの回路に改造を加えて使用している。